# Illa i galatxo de Subarrec
L'illa i galatxo de Subarrec és un dels espais del complex de zones humides de les Illes de l'Ebre. Se situa al curs del riu Ebre i pertany als municipis de Móra la Nova i Móra d'Ebre. L'illa i galatxo de Subarrec es formen a la riba dreta de l'Ebre i condicionen una zona d'aigües lèntiques amb característiques diferenciades respecte de la major part de la llera fluvial del riu. L'espai abasta aproximadament 25 hectàrees de superfície.

## Flora
L'aigua del galatxo està coberta per macròfits submergits. La vegetació del marge dret del riu i de l'illa és força exuberant, amb comunitats de ribera ben estructurades (hàbitat d'interès comunitari; codi 92A0), i en ella destaca l'albereda. Les espècies més abundants són l'àlber (Populus alba) i el salze (Salix alba). El marge dret de l'illa, encarat al galatxo, està colonitzat pel canyissar i la boga (Typha sp.), a primera línia de l'aigua. Més a l'interior abunden joncs diversos, entre ells Scirpus holoschoenus. El marge esquerre de l'illa, que dona al braç principal de l'Ebre, que està més sotmès a les crescudes i a la força erosiva de l'aigua, presenta un sòl llimós i codolòs. Sobre aquest hi trobem molt poca vegetació, només hi destaca vegetació típica de rambla amb alguns peus de tamariu (hàbitat d'interès comunitari 92D0).

## Fauna
Pel que fa als ocells, l'esmentada zona de llims i codolars és molt emprada pels limícoles. L'espècie més abundant és, però, l'ànec collverd (Anas platyrhynchos). A més hi destaquen altres espècies que freqüenten el bosc de ribera com a dormidor o punt de repòs: ardèids, corb marí (Phalacrocorax carbo), milà negre (Milvus migrans), etc. També s'observen per la zona rapinyaires com l'àliga pescadora (Pandion haliaetus), l'arpella (Circus aeruginosus) i altres.
Així mateix, cal indicar que, com a espai del PEIN "Illes de l'Ebre", es localitzen poblacions de la nàiade Margaritifera auricularia, un mol·lusc bivalve en perill d'extinció a tot Europa i estrictament protegit pel Decret 328/1992, d'aprovació del PEIN.

## Protecció
Durant molts anys l'illa fou emprada com a pastura, però en l'actualitat no té cap tipus d'ús. El conjunt de les illes fluvials de l'Ebre representen un rosari de biòtops pont que faciliten el desplaçament de multitud d'ocells de zones humides, des dels aiguamolls litorals - majoritàriament el delta de l'Ebre-, vers l'interior de la península Ibèrica. En tenir una problemàtica ambiental força semblant, convindria plantejar-se la seva gestió i conservació de forma global.
L'espai de l'illa i galatxo del Subarrec es troba protegit a diferents nivells. Pertany a la Reserva natural de fauna salvatge de les Illes de l'Ebre, es troba inclòs a l'espai del PEIN "Illes de l'Ebre" (juntament amb l'illa del Galatxo, l'illa de Miravet, l'illa d'Audí, l'illa de Vinallop i l'illa de la Xiquina) i a més forma part de l'espai de la Xarxa Natura 2000 ES5140010 "Riberes i Illes de l'Ebre".